# Thomas Mead
Thomas „Tom“ Mead (* 7. Dezember 1904 in Tecumseh, Michigan; † Januar 1983 im Nassau County, New York) war ein US-amerikanischer Filmproduzent, Regisseur und Filmschaffender, der in den Jahren 1946–1952 für fünf seiner Kurzfilme für einen Oscar nominiert war.

## Biografie
Mead besuchte das Wabash College in Crawfordsville (Indiana) und arbeitete anschließend als Reporter bei den Chicago Daily News, ehe er im Laufe der frühen Tonfilm-Jahre zum Kino stieß. Zunächst betreute er dort die Wochenschauen (sog. Newsreels) von Universal-International und Variety View.
Die Kurz-Dokumentation Monkey Shines für Paramount Pictures und diverse Folgen der Dokumentar-Kurzfilm-Reihe Stranger Than Fiction, produziert für Universal Pictures, sowie Folgen der Dokumentarfilm-Kurzreihe Going Places with Graham McNamee waren Meads erste Arbeiten im Filmbereich. Er arbeitete so gut wie nur im Bereich von Kurzfilmen bzw. Dokumentar-Kurzfilmen und war bei seinen Filmen sowohl als Produzent, als auch als Regisseur, teilweise auch als Autor, tätig.
Mehrfach arbeitete er mit Joseph O’Brien zusammen, so auch in ihrem gemeinsamen Kurzfilm Your National Gallery, für den beide 1946 in der Kategorie „Bester Kurzfilm“ (1 Filmrolle) für einen Oscar nominiert waren, der jedoch an Herbert Moulton und Stairway to Light, eine Kurzbiografie über den französischen Psychiater Philippe Pinel, ging.
Im Jahr 1948 wurde Mead einmal in der Kategorie „Bester Kurzfilm“ (1 Filmrolle) mit seinem Film Brooklyn, U.S.A. nominiert, hatte jedoch gegenüber Herbert Moulton und seinem Film Goodbye, Miss Turlock das Nachsehen. Ebenfalls nominiert war er in der Kategorie „Bester Kurzfilm“ (2 Filmrollen) mit Fight of the Wild Stallions, der von Wildpferden handelt, die lieber in Freiheit leben möchten. Der Oscar ging allerdings an Irving Allen und seinen Film Climbing the Matterhorn.
Auch 1949 war Mead wiederum für einen Oscar nominiert, und zwar mit seinem Film Snow Capers in der Kategorie „Bester Kurzfilm“ (2 Filmrollen). Diesmal musste er Walt Disney und seinem Film Die Robbeninsel (Seal Island) den Vortritt lassen. Das wiederholte sich bei Meads letzter Oscarnominierung 1952, wo er mit seinem Film Danger Under the Sea hinter Disney und seinen Film Erde, die große Unbekannte (Nature’s Half Acre) zurückstehen musste.
Meads letzter gelisteter Film ist der historische Kurzfilm Magic Rails to Yesterday von 1958, der eine Eisenbahnfahrt von San Francisco durch den Feather River Canyon und die Sierra Nevada Mountains zum Inhalt hat. Anschließend zog er sich nach New York zurück, wo er zum Jahresbeginn 1983 im Nassau County starb.

## Filmografie (Auswahl)
als Produzent + Regisseur
- 1934–1936: Stranger Than Fiction #2, #6, #7–19 (Kurz-Dokumentationen)
- 1934: Monkey Shines (Kurz-Dokumentation)
- 1936: The Rookie Fireman (Kurzfilm; auch Regie)
- 1937: Aviator Shorty (Kurzfilm; auch Regie)
- 1939–1941: Going Places with Graham McNamee #58–60, #66,69,70, #72,79, #88 (Kurz-Dokumentationen; auch Regie)
- 1940: Stranger Than Fiction #70, #87,88,89 (Kurzfilm)
- 1941: Variety Views #94,95 (Kurz-Dokumentation, auch Regie)
- 1941: Universal Variety Views, No. 93 (Kurz-Dokumentation; auch Regie)
- 1941: Stranger Than Fiction 6371: Shampoo Springs (Kurzfilm)
- 1941: Variety Views (1941–1942 Season) #2: Northern Neighbors (Kurzfilm; auch Regie)
- 1941: Stranger Than Fiction 6372: The Hermit of Oklahoma (Kurzfilm; auch Regie)
- 1941: Stranger Than Fiction 6373: The Candy Kid (Kurzfilm; auch Regie)
- 1941: Stranger Than Fiction 6374: Junior Battle Fleet (Kurzfilm; auch Regie)
- 1942: Stranger Than Fiction, #102 (Kurz-Dokumentation)
- 1942: Keys to Adventure (Kurzdokumentation; auch Regie)
- 1942: Arsenal of Might (Kurz-Dokumentation)
- 1943: Variety Views, #116 (Kurz-Dokumentation; auch Regie)
- 1944: The Barefood Judge (Kurz-Dokumentation)
- 1945: Your National Gallery (Kurzfilm; auch Regie)
- 1946: Wings of Courage (Kurz-Dokumentation; auch Regie)
- 1947: Fight of the Wild Stallions (Kurz-Dokumentation)
- 1947: Brooklyn, U.S.A. (Kurzfilm)
- 1948: Snow Capers (Kurzfilm)
- 1949: Boundaries Unlimited (Kurzfilm; auch Regie)
- 1951: Danger Under the Sea (Kurzfilm)
- 1952: Rhythm on the Reef (Kurz-Dokumentation)
- 1952: King Winter (Kurz-Dokumentation)
- 1958: Magic Rails to Yesterday (Kurzfilm)

Betreuung als Chefredakteur
- 1945: Universal Newsreel (von Januar bis Dezember 23 Kurz-Dokumentationen)

als Autor
- 1941: Stranger Than Fiction 6374: Junior Battle Fleet (kurze Erzählung)
- 1942: Keys to Adventure (dokumentarische Kurzerzählung)
- 1949: Singing Is Fun (kurze Erzählung)
- 1949: Boundaries Unlimited (kurze Erzählung)

## Auszeichnungen
- Oscarverleihung 1946: „Bester Kurzfilm“ (1 Filmrolle),
  - Oscarnominierung für den Film Your National Gallery
- Oscarverleihung 1948: „Bester Kurzfilm“ (1 Filmrolle),
  - Oscarnominierung für den Film Brooklyn, U.S.A.
- Oscarverleihung 1948: „Bester Kurzfilm“ (2 Filmrollen),
  - Oscarnominierung für den Film Fight of the Wild Stallions
- Oscarverleihung 1949: „Bester Kurzfilm“ (2 Filmrollen),
  - Oscarnominierung für den Film Snow Capers
- Oscarverleihung 1952: „Bester Kurzfilm“ (2 Filmrollen),
  - Oscarnominierung für den Film Danger Under the Sea